# Tony Barlocco
Tony Barlocco, all'anagrafe Antonio Barlocco (San Vittore Olona, 26 marzo 1930 – Legnano, 14 giugno 1986), è stato un attore teatrale italiano, cofondatore, insieme a Felice Musazzi, della compagnia teatrale dialettale I Legnanesi, nei cui spettacoli interpretava il ruolo di Mabilia.

## Biografia
Quarto di cinque figli, nacque da una famiglia di umili origini in una corte lombarda di San Vittore Olona, comune confinante con Legnano. Terminato il ciclo di studi, trovò impiego dapprima in una falegnameria e successivamente nell'industria metalmeccanica Franco Tosi. A 18 anni, in una colonia estiva organizzata dalla Franco Tosi, fu protagonista di uno spettacolo teatrale che attirò l'attenzione di un amico di Felice Musazzi. Dopo questa partecipazione, Musazzi decise di incontrare Barlocco dando inizio ad un sodalizio artistico che durò quasi quarant'anni. Tony Barlocco, nello spettacolo d'esordio della compagnia che fondò insieme a Musazzi e Renato Lombardi, non interpretava ancora il ruolo di Mabilia, bensì quello, secondario, di un garzone. Fu infatti dall'anno successivo (1950) che l'attore di San Vittore Olona iniziò a vestire i panni del personaggio che gli avrebbe consegnato la celebrità. Mabilia, negli spettacoli de I Legnanesi, era la figlia "zitella" di Teresa, ovvero della donna di cortile interpretata da Felice Musazzi.
Con i Legnanesi Tony Barlocco recitò in vari teatri italiani tra cui al teatro Odeon di Milano, al teatro Villoresi di Monza, al teatro Ariston di Sanremo e, senza fortuna, al teatro Sistina di Roma. All'apice del successo Barlocco prese parte anche ad una tournée in Argentina e debuttò sul grande schermo grazie ad una partecipazione nel film Splendori e miserie di Madame Royale di Vittorio Caprioli e con Ugo Tognazzi (1970), dove interpretava il ruolo di un travestito. A Tony Barlocco sono state intitolate due vie, una a Legnano e l'altra a San Vittore Olona, suo paese natale.

## Gli spettacoli teatrali

Tony Barlocco nei panni di Mabilia

Gli spettacolo teatrali a cui Tony Barlocco prese parte furono:
- E un dì nacque Legnarello (1949) (commedia d'esordio)
- Sem nasü par patì... e patèm (1950)
- Miracolo a Legnano (1951)
- Bu... cumé bulèta (1952)
- Tanti có tanti süch (1953)
- Famm fümm e frecc (1954)
- 1900 vòltas indré (1955)
- Teresate (1956)
- Va la batèl ca sèm sü tüti (1957)
- Tela là la lüna (1959)
- Süch e melun a só stagiun (1960)
- Teresa e Mabilia show in famiglia (1961)
- Va la batèl! 1962 (1962)
- Teresa di notte (1965)
- I lensö di ier e d'incö (1966)
- Teresa degli spiriti (1967)
- Fam füm frec e fastidi (1968)
- Oh vita oh vita straca (1969)
- Chi vusa püsé, la vaca l'é sua (1970)
- E la bulèta la va la va... (1971)
- Teresa story (1972)
- I pover crist superstar (1973)
- Regna la rogna (1974)
- Un due tre... cìapal ca'l gh'é (1977)
- Il cortile dei miracoli (1979)
- Lasciate che i pendolari vengano a me (1982)

## Filmografia
- Splendori e miserie di Madame Royale, regia di Vittorio Caprioli (1970)